# Jahňací štít
Le Jahňací štít est une montagne à deux cimes de la partie slovaque au nord-est des Hautes Tatras (dans les Carpates occidentales), à l'extrémité de la crête principale. Les deux sommets, dont le sud-ouest est le plus élevé, sont reliés par une crête presque horizontale. Du Jahňací štít une crête s'étend vers le nord-est en descendant vers le col Kopské sedlo, et une autre au sud-est s'étend jusqu'au Koží štít.

## Histoire
La première ascension connue du sommet a été réalisée par un voyageur anglais, Robert Townson, et son guide, Hans Gross, en août 1793 lors de sa visite du royaume de Hongrie, mais il est probable que des bergers et des braconniers des environs ainsi que des mineurs exploitant le cuivre au XVIIIe siècle avaient déjà fait l'ascension avant Robert Townson. La première ascension hivernale date de 1911.

## Activités

### Ascension
Le Jahňací štít est accessible par un sentier balisé en jaune  du chalet du refuge Chata pri Zelenom plese à travers la Červená Dolina. Des chaînes sont installées sur la partie la plus abrupte de l'ascension, juste avant que le sentier ne suive la ligne de crête.
La vue au sommet est l'une des plus belles des Hautes Tatras. On peut y voir toute la chaîne des Belianske Tatras avec derrière cette dernière les Pieniny, Lomnický štít et Kežmarský štít et les vallées environnantes.
| \| Lomnický štít · ↓ Kežmarský štít ↓ Spišský štít ↓ Pyšný štít · ↓ \| Vue des sommets du groupe du Lomnický štít depuis le Jahňací štít. |
| Lomnický štít · ↓ Kežmarský štít ↓ Spišský štít ↓ Pyšný štít · ↓                                                                          |